# Nếp gấp thời gian (phim 2018)
Nếp gấp thời gian (tên gốc tiếng Anh: A Wrinkle in Time) là bộ phim mạo hiểm khoa học viễn tưởng của Mỹ năm 2001 do Ava DuVernay đạo diễn từ một kịch bản của Jennifer Lee, dựa trên cuốn tiểu thuyết cùng tên năm 1962 của Madeleine L'Engle. Bộ phim có sự góp mặt của Oprah Winfrey, Reese Witherspoon, Mindy Kaling, Gugu Mbatha-Raw, Michael Peña, Storm Reid, Zach Galifianakis, và Chris Pine, và đi theo một cô gái trẻ, với sự giúp đỡ của ba du khách thiên tài, để tìm cha cô, người đã mất tích sau khi khám phá ra một hành tinh mới.
Quá trình quay phim chính bắt đầu vào ngày 2 tháng 11 năm 2016 tại Los Angeles, California. Với ngân sách sản xuất 110 triệu USD, bộ phim đã trở thành bộ phim hành động đầu tiên với ngân sách sản xuất hơn 100 triệu USD do một nữ đạo diễn da màu đạo diễn. A Wrinkle in Time được lên kế hoạch phát hành bởi Walt Disney Pictures tại Hoa Kỳ vào ngày 9 tháng 3 năm 2018, trong Disney Digital 3-D, Real D 3D, và IMAX. Nó đã nhận được nhiều lời phê bình khác nhau từ các nhà phê bình, người đã ca ngợi dàn diễn viên, tham vọng và trao quyền cho bộ phim, nhưng chỉ trích cốt truyện, giọng điệu, đối thoại, phát triển nhân vật và lạm dụng hiệu ứng hình ảnh CGI.

## Nội dung phim
Sau khi tìm hiểu cha cô bác sĩ thiên văn học, Alex, đang bị giam giữ trên một hành tinh xa xôi nằm sâu trong vũ trụ đang giãn nở, Meg Murry làm việc với Charles Wallace, người bạn mới và bạn học Calvin O'Keefe, và ba nhà du hành các vì sao, Bà Cái nào, Bà Cái gì và Bà Ai đã cứu anh ta.

## Diễn viên
- Storm Reid trong vai Meg Murry
- Oprah Winfrey trong vai Mrs. Which
- Reese Witherspoon trong vai Mrs. Whatsit
- Mindy Kaling trong vai Mrs. Who
- Levi Miller trong vai Calvin O'Keefe
- Deric McCabe trong vai Charles Wallace Murry
- Chris Pine trong vai tiến sĩ Alex Murry
- Gugu Mbatha-Raw trong vai tiến sĩ Kate Murry
- Zach Galifianakis trong vai The Happy Medium
- Michael Peña trong vai Red
- André Holland trong vai hiệu trưởng Jenkins[6]
- Rowan Blanchard trong vai Veronica Kiley[6]
- David Oyelowo trong vai Nó[6]
- Bellamy Young trong vai Camazotz Woman[6]
- Conrad Roberts trong vai Elegant Man[6]
- Yvette Cason trong vai bà giáo[6]
- Will McCormack trong vai ông giáo[6]
- Daniel MacPherson trong vai cha của Calvin[6]